# Juan Jesús Vivas
Juan Jesús Vivas Lara (Ceuta, 27 de febrero de 1953) es un político español, actual Presidente de Ceuta desde 2001. También preside el Partido Popular de dicha ciudad autónoma. Es licenciado en Económicas por la Universidad de Málaga y funcionario de carrera del Ayuntamiento de Ceuta.

## Biografía

### Trayectoria política
En 1999 debutó en política, siendo elegido diputado en la Asamblea por el Partido Popular. Ese mismo año fue nombrado jefe del Gabinete Técnico del exdelegado del Gobierno en Ceuta, Luis Vicente Moro, y secretario general de los populares, además de ocupar durante un mes el cargo de consejero de Economía y Hacienda. Pese a que el PP perdió las elecciones, Vivas acabó la legislatura como presidente, debido a una moción de censura firmada por PP, PSOE, Partido Democrático y Social de Ceuta y tránsfugas del GIL contra el entonces presidente, Antonio Sampietro. Vivas fue proclamado candidato del PP a las elecciones municipales de 2003, en las que el PP obtendría, por primera vez, mayoría absoluta en Ceuta, siendo el primer partido que lo obtenía, al lograr diecinueve de los veinticinco escaños. Cuatro años después, los populares lograron la misma representación, obteniendo incluso más votos (un 65,18 %). En 2011, el PP bajó su representación a dieciocho escaños, si bien aumentando ligeramente el número de apoyos (un 65,20 % de los sufragios).
En 2019, el PP volvió a ganar las elecciones, obteniendo nueve de los veinticinco escaños, el PSOE consiguió siete, VOX seis, Movimiento por la Dignidad y la Ciudadanía (MDyC) dos y Caballas un escaño.
En las Elecciones a la Asamblea de Ceuta de 2023, Vivas revalidó su mayoría, con 9 escaños. El PSOE de Ceuta obtuvo 6 escaños, Vox 5, Movimiento por la Dignidad y la Ciudadanía 3 y Ceuta Ya! se quedó con 2 escaños.
En 2010 el estudio de Mercociudad del Instituto de Investigación y Análisis lo situó como el alcalde mejor valorado de España, por delante de la gaditana Teófila Martínez y del bilbaíno Iñaki Azkuna.

### Actuaciones llevadas a cabo desde el consistorio ceutí
Con Juan Vivas en el poder, Ceuta ha tenido una inversión sin precedentes en la historia democrática reciente, que ha hecho posible mejorar las infraestructuras y los equipamientos públicos, prácticamente eliminando la diferencia que en estos aspectos había con el resto de España. En total, entre 2001 y 2011 se han invertido alrededor de 625 millones de euros, que han traído consigo un incremento del patrimonio neto (la diferencia entre la inversión y el aumento de la deuda) de aproximadamente 447 millones de euros. 
Entre los proyectos ejecutados destaca la peatonalización del centro de la ciudad, la construcción de nuevos viales, las reformas en todos los barrios de la ciudad o la construcción del Teatro Auditorio del Revellín, obra del Premio Pritzker de Arquitectura Álvaro Siza, inaugurado el 24 de febrero de 2011. También destaca las inversiones en la gestión del ciclo integral del agua con las que logró en 2003 que todos los hogares de Ceuta recibieran agua durante las veinticuatro horas del día. La mejora de la financiación no solo se ha destinado a infraestructuras y equipamientos, de modo que el incremento presupuestario ha hecho posible que casi se haya triplicado el gasto social. Así, entre otras cosas, se ha creado un salario social conocido como Ingreso Mínimo de Inserción Social (IMIS).